# Philodromus minutus
Philodromus minutus este o specie de păianjeni din genul Philodromus, familia Philodromidae, descrisă de Banks în anul 1892. Conform Catalogue of Life specia Philodromus minutus nu are subspecii cunoscute.